# Capparis shevaroyensis
Capparis shevaroyensis är en kaprisväxtart som beskrevs av R. Sundararaghavan. Capparis shevaroyensis ingår i släktet Capparis och familjen kaprisväxter. Inga underarter finns listade i Catalogue of Life.